# Alfonso de Luci
Alfonso de Luci, (o Anfuso de Luci, Anfuso di Petterana, in latino: Anfusus de Luci)  (Sicilia, XII secolo – XIII secolo), è stato un nobile normanno, signore di Petterana, nei pressi di Vicari in Sicilia.

## Biografia
Esistono notizie contrastanti sulla vita del normanno Alfonso (o Anfuso). Fu senz'altro membro della famiglia dei de Luci , potente famiglia baronale normanna originaria di Lucy , vicino a Dieppe in Alta Normandia , arrivata nell'Italia meridionale nella seconda metà dell'XI secolo. Fu probabilmente figlio di Giosberto de Luci, uno dei fedelissimi di Ruggero I, e di Muriella di Altavilla, e fratello del conte di Paternò e Butera Bartolomeo de Luci. Ma secondo altre fonti, Alfonso fu in realtà figlio di un Filippo de Luci, e verosimilmente nipote di Giosberto e Muriella, e bisnipote del Gran Conte. 
Alfonso de Luci fu signore di Petterana, nei pressi di Vicari e Caccamo, e descrisse se stesso in un documento del 1171 come "consanguineo" del Re Guglielmo : «Dei gratia domini regis baronus et consanguineus» . 
Nell'atto di donazione, sempre del 1171, a favore del vescovo di Patti della chiesa di San Michele di Petterana, dichiarò di essere sposato a una Aloisia, di essere fratello di un Guglielmo e padre di un Gualtiero. In una carta del 1176, Anfusus de Lucis appare come "Regio giustiziere" di Sicilia.